# بروس جي. ماكدونالد
بروس جي. ماكدونالد هو سياسي أمريكي، ولد في 26 أغسطس 1866 في بلدة بورتشفيل في الولايات المتحدة، وتوفي في 1 يونيو 1923.